# Масеру (област)
Област Масеру е разположена в западната на Лесото. Площта ѝ е 4279 км², а населението, според преброяването през 2016 г., е около 519 186 души. Административен център е град Масеру, който е столица на цялата страна и единственият голям град в област Масеру. На запад областта граничи с провинция Фрайстат на РЮА, като границата е образувана от река Каледън. Масеру е разделена на 10 избирателни района.